# 代赫科赫內
代赫科赫內是伊朗的城市，位於該國西南部波斯灣和札格羅斯山脈之間的平原，由布什爾省負責管轄，距離首府布什爾55公里，海拔高度43米，2006年人口6,975。